# سد وادي سمين
سد وادي سمين؛ هو أحد السدود الواقعة في محافظة أملج بمنطقة تبوك شمال المملكة العربية السعودية.

## نبذة
يعتبر سد وادي سمين من السدود الترابية المغلقة بالخرسانة بسعة تخزينية تصل 177,130 مترًا مكعبًا وبطول 278 متر وارتفاع 6 أمتار. 

## أهداف إنشاء السد
تم إنشاء السد بهدف تخفيف حدة الفيضانات وحفظ الأرواح والممتلكات وتخزين المياه لصرفها وفق متطلبات الزراعة والري.

## تكاليف السد الإجمالية
تمت إقامة سد وادي سمين من ضمن مشروع أعلن عنه عام 2009 م شاملًا تنفيذ 11 سد وقد كان منها سد وادي سمين، حيث بلغت التكلفة الإجمالية للمشروع حوالي 100 مليون ريال.

## وصلات خارجية
- الموقع الرسمي لوزارة المياه والكهرباء السعودية